# Campionato centramericano femminile di pallacanestro 1993
Il 9º Campionato dell'America Centrale e Caraibico Femminile di Pallacanestro FIBA (noto anche come FIBA Centrobasket for Women 1993) si è svolto dal 25 aprile al 2 maggio 1993 a Ponce a Porto Rico. Il torneo è stato vinto dalla nazionale cubana.
I FIBA Centrobasket sono una manifestazione contesa dalle squadre nazionali di Messico, Centro America e Caraibi, organizzata dalla CONCENCABA (Confederazione America Centrale e Caraibi), nell'ambito della FIBA Americas.

## Squadre partecipanti
- Cuba
- Guatemala
- Messico
- Porto Rico
- Rep. Dominicana

## Classifica finale
| Pos | Squadra         | V-P |
| --- | --------------- | --- |
|     | Cuba            | 5-0 |
|     | Messico         | 3-2 |
|     | Porto Rico      | 2-3 |
| 4   | Rep. Dominicana | 2-3 |
| 5   | Guatemala       | 0-4 |